# Breno Bidon
Breno de Souza Bidon (ur. 20 lutego 2005 w São Paulo) – brazylijski piłkarz występujący na pozycji środkowego pomocnika, od 2024 roku zawodnik Corinthians.